# Charnwit Polcheewin
Charnwit Polcheewin (tajl. ชาญวิทย์ ผลชีวิน, ur. 23 kwietnia 1956 w Chon Buri) – piłkarz tajski, a po zakończeniu kariery trener piłkarski.

## Kariera piłkarska
W swojej karierze piłkarskiej Polcheewin był między innymi piłkarzem klubu Raj Pracha.

## Kariera trenerska
Po zakończeniu kariery piłkarskiej Polcheewin został trenerem. W 1991 roku prowadził rodzimy klub Thai Farmer Bank FC. W 1994 i 1995 roku doprowadził go do wygrania Azjatyckiej Ligi Mistrzów. Pięciokrotnie wygrywał z Thai Farmer Bank mistrzostwo Tajlandii (1991, 1992, 1993, 1995, 2000) i czterokrotnie Queen's Cup (1994, 1995, 1996, 1997).
Polcheewin prowadził również młodzieżowe reprezentacje Tajlandii, dorosłą reprezentację oraz kobiecą. W 2006 i 2007 roku wygrał z kadrą Tajlandii Puchar Króla. W 2007 roku prowadził kadrę w Pucharze Azji 2007.